# Andrei Wladimirowitsch Bogdanow

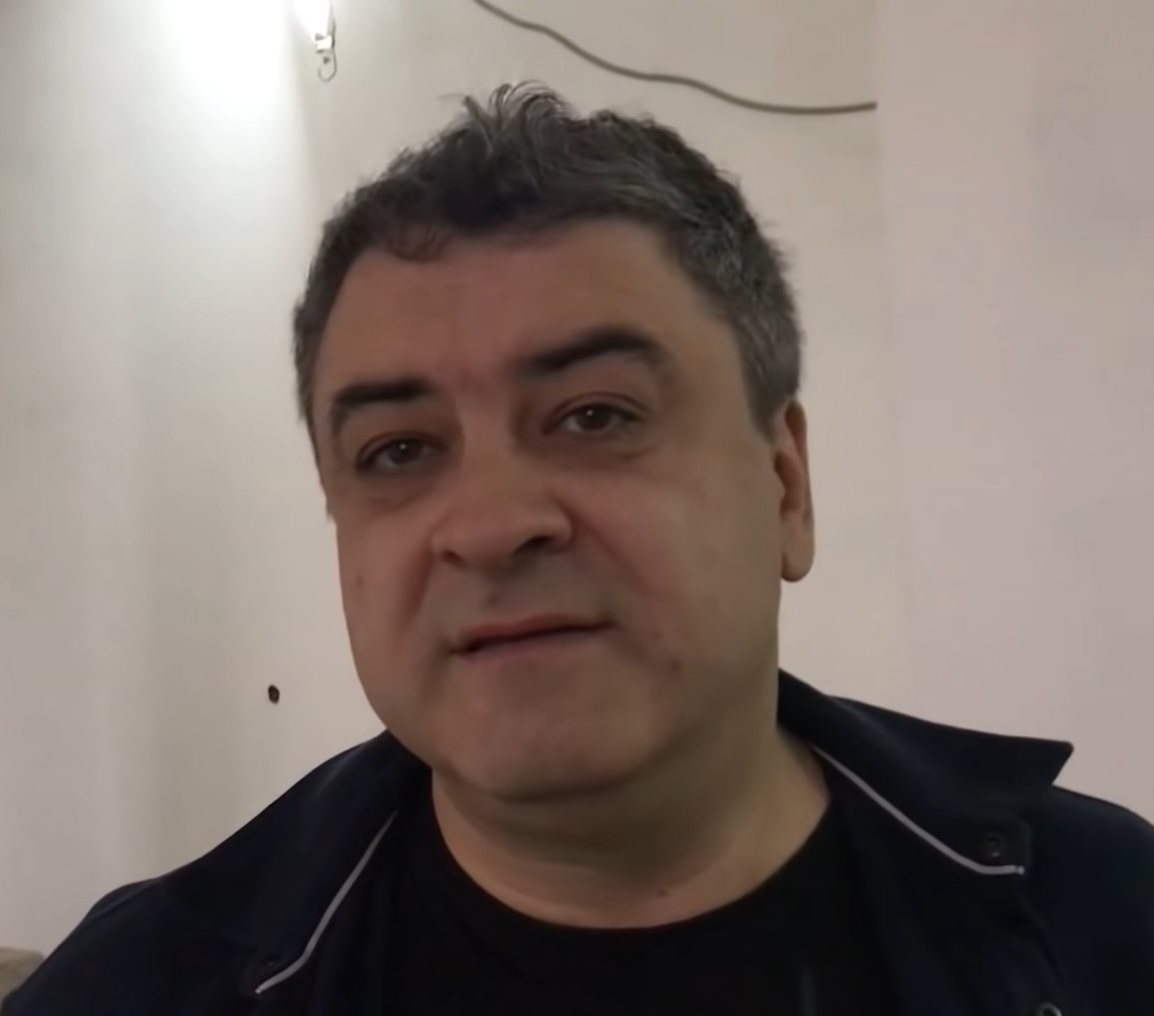
Andrei Bogdanow (2018)

Andrei Wladimirowitsch Bogdanow (russisch Андрей Владимирович Богданов; * 31. Januar 1970 in Moschaisk) ist ein russischer Politiker.

## Biographie
Andrei Bogdanow, Sohn eines Russen und einer Tatarin, ist studierter Wirtschaftswissenschaftler und seit Anfang der 1990er Jahre in verschiedenen Gruppen der demokratischen Opposition Russlands aktiv. Ab 1990 war er Mitglied der Demokratischen Partei Russlands. 1994 unterstützte er die Gründung der berüchtigten Finanzpyramide MMM durch Sergei Mawrodi, im November desselben Jahres war er kurzzeitig Mitglied einer weiteren von Mawrodi gegründeten Partei. 1998 wurde er stellvertretender Vorsitzender der Demokratischen Partei Russlands, 2001 verlor er diesen Posten wieder, als Michail Prussak die Parteiführung übernommen hatte. Im Dezember 2001 trat er der neuen Partei Einiges Russland bei, wurde aus ihr aber im Mai 2003 ausgeschlossen.
Im Mai 2005 wurde er schließlich zum Vorsitzenden der Demokratischen Partei Russlands gewählt. Diese Partei hat ihn Ende 2007 als Kandidaten für die Präsidentschaftswahl 2008 aufgestellt, bei der er 1,29 % der Stimmen erhielt. Obwohl er selbst dies bestritt, wurde ihm von Kritikern vorgeworfen, ein von der Putin-Regierung auserwählter Gegenkandidat gewesen zu sein, dessen ungelenkes Auftreten in der Öffentlichkeit liberaldemokratische Werte der Lächerlichkeit preisgeben und dessen auf einen künftigen EU- als auch NATO-Beitritt Russlands beschränktes Wahlprogramm die Opposition letztendlich spalten sollte. Sein außenpolitisches Talent jedoch wurde häufig in Frage gestellt.
Im November 2008 ging die Demokratische Partei Russlands in der Partei Rechte Sache auf, so dass Bogdanow Mitglied in dieser Partei wurde.
Bei der Parlamentswahl in Russland 2011 trat Bogdanow auf Listenplatz zwei für die Partei Rechte Sache an, die jedoch nicht ins Parlament gewählt wurde.
Ab 2014 war Bogdanow Führer der Kommunistischen Partei für soziale Gerechtigkeit, die sich im Jahr 2021 in Russische Partei der Freiheit und Gerechtigkeit umbenannte.
Seit Ende 2016 war er Vorstandsmitglied der Russischen Vereinigung der Politikberater.
Am 10. September 2017 erklärte er während des Online-Marathons seine Absicht, bei der Präsidentschaftswahl 2018 zu kandidieren. Später begleitete er Oleg Bulajew, den Kandidaten der Kommunistischen Partei für soziale Gerechtigkeit, der sich jedoch letztlich zurückzog.
Bogdanow wurde von seiner Partei zu deren Kandidaten für die Präsidentschaftswahl 2024 gewählt.